# يوهان فريدريش غملين
يُوهَان فْرِيدْرِيش غْمِلِين (بالألمانية: Johann Friedrich Gmelin)‏ (و. 1748 – 1804 م) هو عالم نبات، وسرخسياتي، وعالم نباتات لاوعائية، وكيميائي، وكاتب، وعالم حيواني، وعالم طيور، وعالم طبيعي، وأستاذ جامعي، وطبيب، وعالم حشرات من الإمبراطورية الرومانية المقدسة . ولد في توبنغن .
وكان عضو في الأكاديمية الألمانية للعلوم ليوبولدينا، والأكاديمية الروسية للعلوم .
توفي في غوتينغن ، عن عمر يناهز 56 عاماً.

## التعليم
تعلم في جامعة توبنغن

## مناصب وهيئات
أدار جامعة توبنغن، وجامعة غوتنغن.